# Dordtsestraatweg
De Dordtsestraatweg is een straat in Rotterdam-Zuid.
De weg begint achter het Ikazia Ziekenhuis ter hoogte van de Strevelsweg en loopt in zuidoostelijke richting door Vreewijk in de deelgemeente Feijenoord. De weg eindigt bij de rotonde met de Slinge. Over het gedeelte tussen de Groene Hilledijk en de Slinge loopt sinds 2004 een gedeelte van het tracé van tramlijn 25. Tot de opheffing in 1957 reed hier de (stoom)tram van de RTM naar de Barendrechtsebrug.

## Geschiedenis
De Dordtsestraatweg vormde vroeger de noordoostelijke dijkbegrenzing van de polder Charlois. Het werd in die vroegere perioden ook wel de Charloise Zeedijk genoemd. 
Onder Keizer Napoleon is de weg bestraat als onderdeel van zijn geplande hoofdroute van Amsterdam over Antwerpen naar Parijs. De weg werd voltooid onder koning Willem I en werd daarom ook wel "koninklijke straatweg" genoemd. 
De weg kreeg snel de huidige benaming door de zuidoostelijke richting die ze loopt in de richting van de stad Dordrecht. Naast de kruising met de Charloise Lagedijk, daar waar richting Dordrecht de straatweg van dijk- naar polderniveau gaat, bevond zich een schoolgebouw. In 1950 werd daar de Hervormde Zuider ULO school gevestigd in een oud schoolgebouw. Inmiddels is de school gesloopt en vervangen door woningbouw.  
In 1960 werd onder meer door het wijzigen van de loop van de weg door de aanleg van de wijk Lombardijen de naam gewijzigd in Spinozaweg en Pascalweg. In Vreewijk bleef de naam van de weg wel in stand.

## Trivia
- Op de voormalige kruising van de Dordtsestraatweg met de Kromme Zandweg bevond zich het Stadion Kromme Zandweg, dat tot 1937 als het stadion van voetbalclub Feyenoord fungeerde. Met de aanleg van Ahoy Rotterdam en het Zuiderpark is het oostelijke gedeelte van de Kromme Zandweg en de aansluiting met de Dordtsestraatweg verdwenen.

Afrikaanderplein ·
Atjehstraat ·
Beijerlandselaan ·
Brede Hilledijk ·
Brielselaan ·
Boulevard Zuid ·
Charloisse Lagedijk ·
Coen Moulijnweg ·
Dordtselaan ·
Dordtsestraatweg ·
Dorpsweg ·
Goereesestraat ·
Groene Hilledijk ·
Groene Kruisweg ·
Grondherendijk ·
Katendrechtse Lagedijk ·
Kerkwervesingel ·
Kromme Zandweg ·
Laan op Zuid ·
Lange Hilleweg · 
Maastunnelplein ·
Mijnsherenlaan ·
Oldegaarde ·
Oranjeboomstraat ·
Pendrechtseweg ·
Plein 1953 ·
Pleinweg ·
Pretorialaan ·
Prins Hendrikkade ·
Riederlaan · 
Rosestraat ·
2e Rosestraat .
Slinge ·
Smeetlandsedijk · 
Stadionweg ·
Stieltjesplein ·
Stieltjesstraat ·
Strevelsweg ·
Vaanweg ·
Veerlaan ·
Vondelingenweg ·
Wilhelminakade ·
Wilhelminaplein ·
Zuiderpark ·
Zuiderparkweg ·
Zuidplein